# Laura Fitinghoff
Laura Fitinghoff, née Laura Mathilda Bernhardina Runsten, le 14 mars 1848 et morte le 17 août 1908, est une écrivaine suédoise. Elle est connue pour ses livres pour enfants ; et plus particulièrement pour Les Enfants du Grand Fjell (Barnen ifrån Frostmofjället).

## Biographie
Laura Fitinghoff est née en 1848. Son père, Jonas Bernhard Runsten, est pasteur et député. Elle est élevée dans une grande ferme à Sollefteå où elle étudie l'astronomie, la religion, la littérature, le latin, l'anglais, le français et l'allemand. Elle étudie ensuite à l'Académie de musique de Stockholm, où sa famille vit pendant que son père s'occupe de ses fonctions parlementaires. Sa sœur, Malvina Bråkenhielm sera également écrivaine et sa mère, Ottilia Löfvander, s'est faite connaitre pour sa générosité lors de la famine de 1867-1869 (en) .
En 1871, elle épouse Conrad Fitinghoff, un riche homme d'affaires. Ils vivent dans une grande maison à Ekensholm. Le seul enfant survivant des Fitinghoff est une fille, Rosa Fitinghoff, née dans la paroisse de Torsåker. Conrad est un père indulgent qui offre à Rosa un troupeau de rennes et un bateau à vapeur en cadeau de baptême. Cependant, au moment où l'enfant a huit ans, la fortune familiale est perdue et ils déménagent dans une petite maison à Blekinge. Sa fille lui est dévouée et l'assiste comme secrétaire. Alors qu'elle et Conrad sont séparés, elle prend des locataires et commence à gagner sa vie en écrivant.
Son premier livre, sorti en 1885, parle de cinq sœurs qui, comme elle, vivent dans un presbytère et En liten verld bland fjällen: berättelse för barn (« Un petit monde dans les montagnes : conte pour enfants ») serait le premier livre en suédois pour les enfants avec un cadre nordique. Ses livres suivants sont généralement destinés aux femmes et aux enfants et, comme En liten verld bland fjällen, ils sont souvent basés sur ses propres expériences. Parmi les illustrateurs de ses publications se trouvent Jenny Nyström et Hilma af Klint. En 1891, son roman Vårluft remporte le deuxième prix d'un concours littéraire.
Elle rejoint une association d'écrivains et fait partie du groupe culturel de la capitale. Elle vit avec une autre écrivaine, Mathilda Roos (en) avec qui elle construit la Villa Furuliden à Stocksund. La maison deviendra plus tard une maison de repos pour les femmes après leurs morts.
Les Enfants du Grand Fjell (Barnen ifrån Frostmofjället) est son livre le plus connu. Il s'agit de sept orphelins pauvres voyageant avec une chèvre, leur source de nourriture. Le récit se déroule dans les années 1860, en pleine famine, dans le nord de la Suède. L'histoire est traduite en plusieurs langues ; est adaptée en film en 1945 sous le titre Les Sept Orphelins et la chèvre Gullspira inspirera, avec le temps, un prix pour récompenser le meilleur cinéaste pour enfants.
Elle meurt en 1908 et sa fille Rosa, assistante de sa mère, devient également écrivaine. Rosa fera le nécessaire pour que le corps de son père rejoint celui de sa mère en 1938 ; et son dernier livre, Minnenas kavalkad (« La cavalcade des souvenirs ») en 1948, est une source pour la biographie de sa mère.
En 1927, son livre, Barnen ifrån Frostmofjället, est traduit en anglais sous le titre Children of the Moor par Siri Andrews. La version francophone sort en 1985, aux éditions le Grain de Blé, sous le titre Les Enfants du Grand Fjell.

## Hommage
La Laura Fitinghoff Society se réunit le 17 août, jour de sa mort, autour de sa pierre tombale à l'église de Sollefteå. La pierre commémorative a été payée par ses admirateurs.

## Œuvres
- Les Enfants du Grand Fjell, Éditions Fondation “Le Grain de blé”, 1985 ((sv) Barnen ifrån Frostmofjället, 1907), 128 p.livre illustré